# Ґандам-Ґуг
Ґандам-Ґуг (перс. گندم گوه) — село в Ірані, у дегестані Базарджан, в Центральному бахші, шагрестані Тафреш остану Марказі. За даними перепису 2006 року, його населення становило 0 осіб.